# Boom Festival

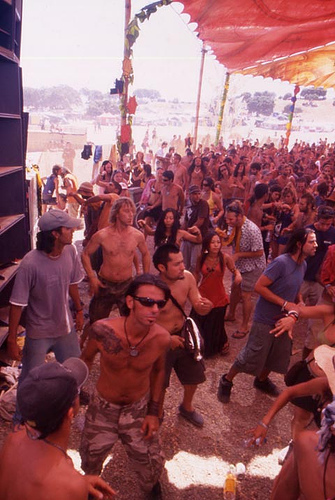
Folla ballando al Boom Festival

Il Boom Festival è un festival di cultura psichedelica che si svolge ogni due anni in Portogallo.
Il festival offre appuntamenti di musica, pittura, scultura, video, cinema, teatro partendo dall'idea di massima contaminazione tra diverse forme d'arte. 
Il primo Boom Festival ebbe luogo nel 1997 e fu un piccolo evento di sola musica psytrance, oggi il Boom è un evento multidisciplinare che incorpora, oltre al 'Dance Temple' dove hanno luogo i live set e i dj set Psytrance e Goatrance, il padiglione 'Sacred Fire' per la world music e i set acustici, e il 'Groovy Beach', un palcoscenico per generi contemporanei della musica elettronica, tra cui Dubstep, Breakbeat e Minimal techno. Il Boom conta inoltre una galleria d'arte, uno spazio di scultura naturale, uno per il teatro di strada e le danze di fuoco, e il "Villaggio Liminal", uno spazio ombreggiato per lettura, yoga, proiezioni, meditazione, dibattiti e conferenze.

## Edizioni
- 2018 - in Idanha-a-Nova
- 2016 - in Idanha-a-Nova
- 2014 - in Idanha-a-Nova
- 2012 - in Idanha-a-Nova
- 2010 - in Idanha-a-Nova
- 2008 - in Idanha-a-Nova
- 2006 - in Idanha-a-Nova
- 2004 - in Idanha-a-Nova
- 2002 - in Idanha-a-Nova
- 2000 - in Herdade do Zambujal
- 1998 - in Herdade do Zambujal
- 1997 - in Herdade do Zambujal, vicino a Águas de Moura